# Arlon
Arlon (luxemburgheză și germană Arel, neerlandeză Aarlen, valonă Årlon) este o comună  din regiunea Valonia, Belgia. Arlon se află la frontiera cu Luxemburg. Comuna Arlon este formată din localitățile Arlon, Autelbas, Bonnert, Guirsch, Heinsch și Toernich. Suprafața sa totală este de 118,64 km². La 1 ianuarie 2008 comuna avea o populație totală de 26.929 locuitori. 
Limba tradițională vorbită în zonă este limba luxemburgheză. Limba este recunoscută oficial prin decretul din data de 24 decembrie 1990 al Comunității franceze din Belgia. Limba franceză este însă singura limbă oficială.

## Istoria
Arlon împreună cu Tournai și Tongeren sunt printre cele mai vechi localități din Belgia. Orașul Arlon a luat ființă la intersecția unor drumuri între Reims, Trier și Köln. Înainte de cucerirea romană populația era de origine celtică. În perioada Imperiului Roman localitatea este numită Orolaunum Vicus. 
La căderea Imperiului Roman, localitatea intră sub influență merovingiană, la sfârșitul acestei perioade fiind construită prima biserică. În Evul Mediu localitatea este centrul unui comitat sub influența ducilor de Limburg și este fortificată. La moartea lui Waleran al III-lea de Limburg, comitatul de Arlon revine contelui de Luxemburg. Până la izbucnirea revoluției franceze, orașul va face parte din comitatul și ulterior ducatul Luxemburg. 
În timpul războaielor revoluționare franceze fortăreața Arlon este atacată de două ori în 1793 și 1794. În 1795 ducatul Luxemburg este anexat de către republica franceză iar teritoriul este reorganizat sub forma unui departament, Forêts, în cadrul căruia Arlon este o comună din arondismentul Luxemburg. În 1815 regiunea revine Regatului Unit al Țărilor de Jos în care orașul Arlon aparține de Marele Ducat de Luxemburg, o provincie specială ce face parte din Confederația Germană.
În 1830 izbucnește revoluția belgiană care duce la independența Belgiei. Până în 1839 întregul Mare Ducat Luxemburg face parte din noul stat belgian, dar în urma semnării tratatului de pace ce recunoaște independența noului stat, se ajunge la un compromis prin care jumătatea vestică, majoritar francofonă este separată de ducatul Luxemburg și alipită Belgiei, iar jumătatea vestică, majoritar germanofonă devine un stat independent, o monarhie în uniune personală cu Regatul Țărilor de Jos. Orașul Arlon este situat în apropierea noii frontiere, dar cu toate că este majoritar germanofon, devine reședința noii provincii belgiene. 

## Oameni născuți în Arlon
- Johann Kaspar Basselet von La Rosée, general bavarez (1710–1795)
- Godefroid Kurth, istoric (1847–1916)
- Benoît Lamy, regizor de film (1945-2008)
- Ingrid Lempereur, înotător (1969)

## Localități înfrățite
Arlon este înfrățit cu : 
- Franța: Saint-Dié-des-Vosges
- Luxemburg: Diekirch
- Germania: Bitburg
- Statele Unite ale Americii: Sulphur, Louisiana
- Franța: Hayange
- Italia: Alba
- Regatul Unit: Market Drayton